# Алексей Старший
Алексей Старший (или Алексей I; ср.-греч. κυρ Αλεξιος, лат. Alecxi) — владетель (ср.-греч. αὐθέντου, αυθεντης), также кир (ср.-греч. κυρ) в том же значении, средневекового государства Феодоро в юго-западном Крыму, правивший в первой половине XV века. Частью историков считается основателем второй династии правителей Феодоро.
Будучи неизвестного происхождения (ни он, ни его наследники не имели «фамилии») Алексей через браки детей установил свойские связи с влиятельными аристократическими родами из Трапезунда и Константинополя, прежде всего Палеологами и поддерживал союзнические отношения с Трапезундской империей и Крымским юртом, в это же время оформлявшегося в Крымское ханство. Практически всё время правления соперничал с генуэзцами за владение южным берегом Крыма. Существует версия, что в его правление княжество оправилось от последствий разгрома конца XIV века, который часть историков связывает с набегом войск Тамерлана во время войны с Тохтамышем (некоторые исследователи отрицают сам факт разорения Крыма в эти годы). Алексей вёл крупное строительство, как в столице, так и по всему княжеству — считается что, что при нём государство достигло наивысшего расцвета.

## Биография
Происхождение Алексея, как и время рождения, неизвестно — о его корнях высказываются самые различные точки зрения. Ни в одном известном источнике его происхождение никак не упоминается, возможно, оно не было известно даже современникам, либо было таким, что упоминать его не считали нужным (в то время любой значительный род византийского круга старался любым образом связать себя родством с Палеологами или Комнинами).
Возможно, Алексей, как владетель одного из окрестных исаров, появился на Мангупе вместе с новыми жителями из соседних долин, заселившими город после разгрома 1395 года и не связанными никаким родством с прежним населением. А. Г. Герцен допускает возможность преемственности «старой» и «новой» династий, либо происхождение князей из некоего провинциального аристократического рода, возможно, трапезундского происхождения.
Такую преемственность отрицает Х.-Ф. Байер, опираясь на использование плиты с надписью Хуитана для постройки новой оборонительной башни — так с памятью о предках не поступали. Сам Байер предполагает, что семья Алексея могла быть черкесской, ссылаясь на ранненововерхненемецкую хронику, в которой дочь князя Феодоро Олубея (внучка Алексея), жена господаря Молдовы Штефана III Великого Мария Мангупская, названа черкешенкой. Также он допускает, что новая династия могла прийти к власти с помощью московского Великого князя Василия I. А. Г. Герцен, полемизируя с Байером, замечает, что в Таврике черкесами могли называть потомков аланов. А. Л. Якобсон высказывал мнение, что Алексей мог прибыть из разорённого в результате разгрома Крыма в конце XIV века Херсона.
Впервые высказанная ещё в 1827 году Якобом Фальмерайером и ведённая в научный оборот Фридрихом Брауном (нем. Friedrich Braun) в 1890 году теория о происхождение Алексея из рода Гаврасов, была поддержана в 1921 году А. А. Васильевым и другими учёными долго господствовала в мангупской историографии. В настоящее время такая гипотеза опровергнута историками. Александр Соловьёв в работе 1937 года полагал, что Алексей был незнатного рода и, возможно «татарского происхождения».
По версии, основанной на надписи 1403 года («1 [ап]реля, в [воскресенье], в шесть тысяч девятьсот 11-м году, в 11-й индикт») и принятой большинством историков, князь Алексей появился на Мангупе около 1403 года.
А. А. Васильев в работе 1936 года отмечал, что первые упоминания Алексея, как владетеля Феодоро, в генуэзских документах относятся к июлю 1411 года — в те годы ещё не были полностью введены в научный оборот эпиграфические памятники. В. Л. Мыц, придерживающийся собственных взглядов на историю Мангупа, анализируя те же генуэзские документы, также отсчитывает начало правления Алексея с его упоминания в документе от 8 июля 1411 года. М. Б. Кизилов придерживается точки зрения, что феодоритский князь Алексей впервые упоминается в генуэзских документах в 1411 году и считает, что он правил до 1446 года. Ту же дату смерти Алексея приводит В. Л. Мыц.
Характеристика князя дана в источнике «Эпитафия княжичу», его умершему в детстве внуку, тоже Алексею, авторства Иоанна Евгеника, предположительно 1439 года или 1446 года, где содержатся восхваления и превозношения Алексея I, но ничего определённого о его происхождении автор, находившийся в Трапезунде и бывший современником событий не сообщает, лишь отмечая первого правителя Феодоро как «столп Хазарии и солнце Готфии»

Кто же не знает о великом Алексии,

Муже страшном и сильном в боях,

Остром разумом и ещё более быстром в действиях?

Это — несокрушимый столп Хазарии,

Яркий светоч для своих подданных,

В боях воитель неустрашимый,

Одним видом своим обращающий в бегство врагов.

Он ещё при жизни есть солнце, обходящее небо,

Обливающее своими лучами всю землю Готфийскую…
А в надписи 1425 года Алексей сам титулует себя «господином города Феодоро и Помория» (ср.-греч. αὐθέντου πόλεω]ς Θεοδώρους καὶ πα[ραθαλασσίας). Титулатура «Поморье», по мнению Васильева, озаначает, что правитель горного княжества «владел также и поморьем, разумеется, лишь в пределах западного побережья Крыма, где он построил порт в Каламите». Эту точку зрения поддерживал и Мыц. Н. В. Малицкий считал, что добавляя «Поморье» в титул, Алексей заявлял о своих претензиях на земли Консульства Чембало. Васильев, несмотря на предыдущее высказывание, поддержал версию Малицкого, а в дальнейшем её, без какого-либо анализа, озвучил А. Л. Якобсон. В той же надписи впервые встречается изображение палеологовского двуглавого орла — Алексей «получил» это право, по традициям византийской аристократии, после женитьбы Иоанна на Марии Асанины Палеологине Цамблаконине.После 1425 года все построенные при Алексее здания стали снабжаться его монограммами и двуглавымм орлами для демонстрации более высокого, чем ранее статуса правителя. С тех же пор Алексей, по мнению В. Л. Мыца, посылал щедрые подарки в Иерусалим для поддержания храма Гроба Господня. Анализируя надпись 1425 года, Х.-Ф. Байер предположил, что Алексей построил храм Константина и Елены и, не имея никакого титула, называл себя «ктитором Константина» в подражание некоторым византийским императорам, которых называли «новым Константином», приравнивая к великому Константину. В инструкции правления Каффы консулу Чембало от 28 января 1425 года, ввиду опасений о безопасности города, отмечается «величайшее упорство, высокомерие, а также коварство (хитрость)» Алексея. Михаил Кизилов придерживается версии, что с 1434 года соправителем Алексея был Олобей.
Из смысла письма венецианского байло Алексею Старшему 1444 года, в котором венецианец выражает озабоченность состоянием князя и положением дел в Феодоро, советует князю соблюдать трезвость, В. Мыц делает вывод, что Алексей, на 33—34 году правления был морально сломлен чередой серьёзных государственных неудач и личных потерь. Проиграв войну генуэзцам и подписав с ними унизительный мир, возвратив Каламиту только с помощью Венеции, правитель Феодоро, видимо, понял бесполезность всего двадцатилетнего противостояния с Генуей.
Из генуэзских документов от 2 мая 1447 года, где идёт речь об «Олобее и других сыновьях бывшего Алексея», Васильев, а за ним Байер, делают вывод, что Алексей умер (возможно, был убит) между 1444 и 1447 годом (Васильев рассматривает даже август 1446 года). Д. С. Спиридонов, указывая, что в эпитафии Иоанна Евгеника 1446 года об Алексее говорится в настоящем времени и опираясь на кодекс документов банка Св. Георгия, считает, что Алексей Старший умер между 1 января и 14 мая 1455 года. Алексей оставил столь глубокий след в истории Крыма, что в генуэзских документах даже в 1470-е годы княжество Феодоро иногда называлось «графство Алекса».

### Семья
О жене Алексея никаких сведений история не сохранила. Также неизвестно точное число детей князя. Широко известны старший сын Иоанн и средний Олобо (Улубей). В письме Ломеллино от 9 июля 1434 года также упоминается некий «самый старший сын» (возможно, тоже Алексей). находившийся в то время в Трапезунде (итал. contra Alexium quod Theodoro ex medio Olobo primogenito ipsius et aliorum maiorum per modum quod maioria audietis, Deo volente, et de Trapezunda et aliis in quibus diligentissimam curam habemu). В сообщениях после 1455 года о противостоянии с Каффой, сменявшихся дружбой, опять фигурирует некий князь Алексей, по предположению В. Мыца — возможно, сын Алексея старшего (Алексей младший). В других документах времён правления Олобея встречается формула вида «…Олобо и братья его…» (например, в донесении Банку св. Георгия от августа 1455 года — «Алексей вместе со всеми братьями…», в 1458 году — «…господин Теодоро и братья его…») без указания количества этих братьев. В. П. Степаненко высказывал предположение, что князь Исаак, преемник Олобея, также мог быть сыном Алексея (а свергнутый в 1474 году Александром Исаак — уже сын старшего Исаака). Такой вариант допускает и Х.-Ф. Байер. В нескольких документах встречается предполагаемый «самый старший сын», возможно, тоже Алексей: в письме Карло Ломеллино от 9 июля 1434 года как находившийся в то время в Трапезунде (лиг. contra Alexium quod Theodoro ex medio Olobo primogenito ipsius et aliorum maiorum per modum quod maioria audietis, Deo volente, et de Trapezunda et aliis in quibus diligentissimam curam habemu); в сообщениях после 1455 года о противостоянии с Каффой, сменявшемся дружбой, опять фигурирует некий князь Алексей, по предположению В. Мыца — возможно, сын Алексея старшего (Алексей младший). Байер, на основании фразы «Алексей вместе со всеми братьями ведёт себя плохо…» из переводов Малицким и Васильевым донесения консулов Каффы Банку св. Георгия от августа 1455 года, делает вывод, что Олобей носил христианское имя Алексей, а Олобей — всего лишь прозвище, и идентифицирует Олобея, как Алексея младшего. При этом ни Малицкий, ни Васильев такую точку зрения не высказывали.

### Престолонаследие
В 1429—1434 году между Алексеем и его старшим сыном и соправителем Иоанном случились некие кардинальные разногласия. Предполагается, что причиной могли быть события в Трапезунде, когда Алексей не поддержал переворот и отцеубийство Иоанна IV в 1429 году. Иоанн Мангупский, проживавший в Трапезунде (где он, вероятно, и находился до конца своей жизни) наоборот, принял сторону мятежника. Видимо, на этой почве к началу лета 1434 года Алексея Старший передал право престолонаследия среднему сыну Олобею (также Олобо, Олубей), ставшему после его смерти правителем Феодоро.

## Внешняя политика
При Алексее княжество довольно быстро стало играть значительную роль в жизни черноморского региона. Высокая оценка этой роли, в понимании трапезундских Великих Комнинов, отражена в сочинении Михаила Панарета «О великих Комнинах (Трапезундская хроника)», завершённом в 1420-е годы, где владетелем Готии (Мангупа) назван «кир Алексей из Феодоро» (ср.-греч. κυρ Αλεξιος εκ των Φεοδορον δυγατηρ). Попало молодое государство и в поле зрения Византии. Историки отмечают повышенное внимание и даже враждебность императора Мануила II, вызванную, видимо, захватом Алексеем Херсонеса и усилением влияния Трапезундской империи в издавна византийском регионе
Генуэзские документы свидетельствуют об активных дипломатических сношениях между Феодоро и Кафой в 1410-х годах. За период 1411—1420 год опубликованных документов пока нет, только 24 сентября 1420 года в массарии Кафы зафиксированы расходы на пир в честь посла Алексея.
Признанию малоизвестного ранее провинциального аристократического рода на международном уровне способствовал заключённый в 1425 году брак старшего сына и соправителя княжича Иоанна с принадлежавшей к кругу высшей константинопольской аристократии Марией Асаниной Палеологиной Цимбалакониной. По линии отца она происходила от болгарского царя Мицо Асеня и, в какой-то степени, — от «пурпурноцветущего корня императоров Палеологов», по линии матери — от Цамблаконов. Были созданы свойские отношения с известными фамилиями Константинополя и Трапезунда: Палеологами, Асанами-Асенями и таким образом Алексей вошёл в круг высшей аристократии византийского мира. Исследователи считают, что именно свойство с Палеологами стало поводом сделать двуглавого орла гербом княжества. В. В. Латышев в 1896 году, анализируя сходство строительных надписей из Партенита и Мангупа, обратил внимание на совпадение времени строительства в 1427 году Октагонального храма Мангупа Алексеем и восстановления Партенитской базилики митрополитом Готии Дамианом. Учёный считал, что таким образом устанавливалось духовное единение Феодоро с христианским населением Партенита, входившего в Капитанство Готия, и Алексей подтверждал свои претезии на эти земли. Также, в общем безродный правитель как бы утверждал свою преемственность с делом и древними идеями Иоанна Готского о независимости христианского населения Таврики.
В это же время, в ноябре 1426 года Алексей породнился и с Трапезундским императорским домом: его дочь «василисса кира Мария» обвенчалась с последним императором Трапезунда (будущим) «деспотом… киром Давидом Великим Комнином», младшим сыном Алексея IV Великого Комнина. Владетель Феодоро вошёл в круг императорских фамилий Причерноморья и установил дружеские отношения с Алексеем IV. Алексей Старший и его дети часто, иногда подолгу, бывали при императорском дворе в Трапезунде. Алексей не поддержал переворот Иоанна IV 1429 года и до лета 1434 года в его отношениях с Трапезундом существовала определённая напряжённость. Алексей, судя по имеющимся документам, с 1440-х годов состоял в союзнических отношениях с Хаджи-Гиреем и Крымским ханством, хотя и считал хана кем-то вроде старшего брата. Вывод историки делают из ярлыка хана 1453 года, в котором в списке городов, где в его пользу взимались таможенные сборы и налог с иноверцев (харадж), Мангуп и Каламита отсутствуют, при этом значатся Каффа, Керчь и Матрега.

### Противостояние сКаффой
В 1420-е годы Алексей, поддерживавший тесные отношения с Каффой, сменил внешнеполитическую ориентацию и пошёл на сближение с Трапезундской империей и Венецией, заняв жёсткую антигенуэзскую позицию. 9 октября 1422 года массария Каффы выделил деньги «на заботу и охрану нашего места Чембало и всей Готии по поводу войны Алексея, государя Феодоро». Феодориты захватили крепость Чембало и важный порт, который ещё в 1343 году, по свидетельству Мартина Броневского, был отнят каффскими генуэзцами «без сопротивления у гордых, беспечных и несогласных между собою греческих князей». Алексей стремился получить выход к морю для международной торговли. Генуэзцы довольно быстро вернули Чембало себе и весь первый вооружённый конфликт между Феодоро и Каффой длился с осени 1422 года по осень 1423 года. Существует версия, что внезапное окончание войны могло быть связано с произошедшим в 1423 году мощным землетрясением (до 9 баллов), которое люди восприняли как божье предзнаменование.
По окончании конфликта, не добившись выхода к морю, Алексей построил собственный порт Каламиту на месте византийской крепости VI—VII века, и в целом развернул грандиозное строительство. Виктор Мыц отмечает, что средства на всё это у Алексея были и «война не истощила его финансовых возможностей», не раскрывая источника доходов. В свою очередь община Каффы была должна Банку Святого Георгия.

Во время очередного венециано-генуэзского конфликта 1430-х годов Алексей, как соперник Генуи, принял сторону венецианцев, предоставив эскадре Стефано Контарини порт Авлиту у Каламиты, а все свои действия согласовывал с событиями на театре военных действий между Генуей и Венецией. Союзником феодоритов выступало молодое Крымское ханство во главе с Хаджи Гиреем, как ранее в противостоянии с Кафой на стороне Мангупа действовал Крымский улус Золотой Орды. В конце февраля 1433 года феодориты захватили крепость Чембало и всю территорию консульства от селений Кайту и Ласпи на востоке до мыса Херсонес на западе. 9 июля 1434 года, в результате карательной операции золотого рыцаря Карло Ломеллино генуэзцы отвоевали Чембало, устроив в городе резню, при этом «дана была пощада одному только сыну господина Алексея, его приближённым и одному кандиоту…» Из письма Ломеллино известно имя руководившего обороной сына Алексея — Олобо. В ходе той же операции Ломеллино были разрушены также и феодоритская крепость Каламиту (её сдали без боя: жители тайно покинули город со всем имуществом) и часть других селений и укреплений княжества. Война закончилась осенью 1441 года.

## Строительная деятельность

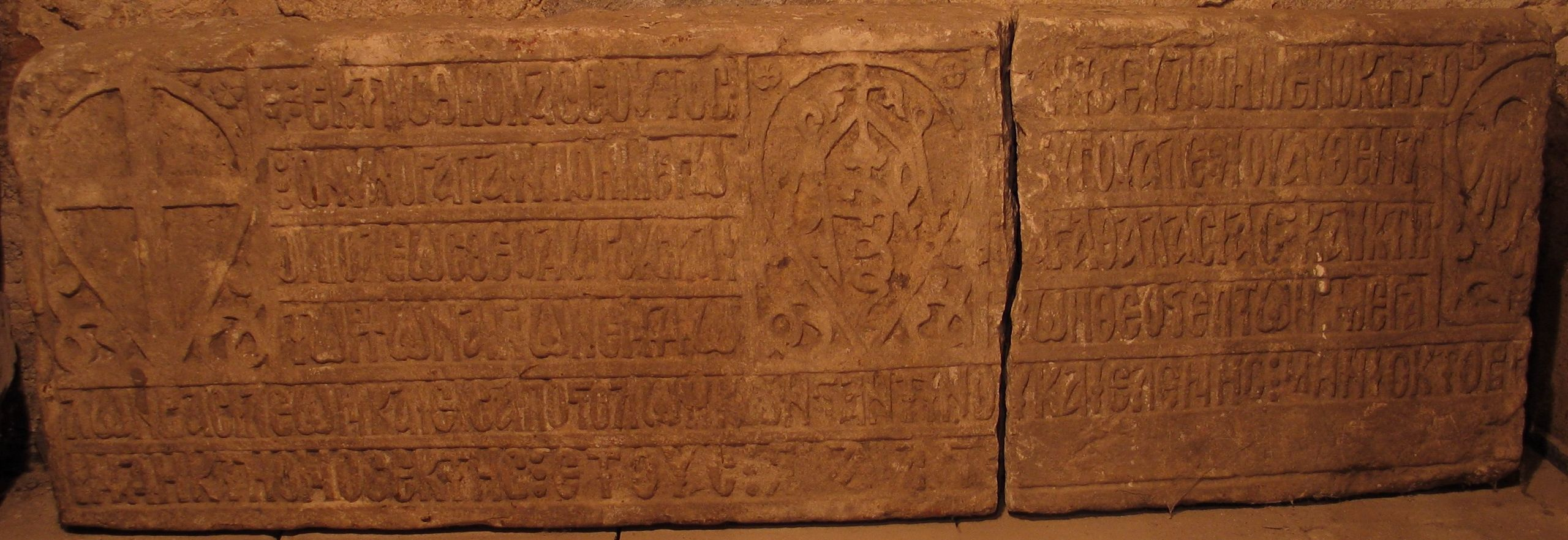
Строительная надпись князя Алексея в Мангупе, 1427 г.

При князе Алексее «особенно пышно, в духе провинциально-византийского и малоазийского зодчества», была отстроена столица. Фактически заново были возведены Большая базилика (главный храма Феодоро и центр Готской епархии) и княжеский дворец (1425 год), церковь Константина и Елены (1427 год). Были существенно расширены и обустроены пещерные монастыри: Монастырь на мысе Тешкли-бурун (с широко известной Барабан-кобой), Южный, Юго-восточный и Северный монастыри. Всего в первой четверти XV века на границах было возведено 10 «крепостей замкового типа».
Была капитально реконструирована цитадель, построена Вторая линия обороны. Александр Герцен и Лев Фирсов считают, что в ходе противостояния с генуэзскими владениями на Южном берегу при Алексее феодоритами были сооружены так называемые длинные стены.
Ещё перед началом конфликта 1423 года Алексей Старший на месте укрепления XIII века возвёл самый восточный форпост княжества — крепость Фуна. Фуну пришлось ремонтировать после землетрясения 1423 года. Также на Южном берегу были вновь построены, или реконструированы укрепления Дегерменкойский Исар, Гелин-Кая, Учансу-Исар, расположенные напротив главных опорных пунктов генуэзцев — Лусты, Партенита, Гурзуфа и Ялиты.
Самым важным для жизни княжества было строительство в 1420-х годах на месте византийского укрепления VI века крепости и порта Каламита, поскольку морская торговля была главным источником дохода княжества — транзитная торговля между западом и востоком и торговля рабами, которых поставляли крымские ханы. Каламита была сожжена генуэзцами в 1434 году, но вскоре быстро восстановлена.